# شهرداری کاپینوتا
شهرداری کاپینوتا (به اسپانیایی: Capinota Municipality) یک شهرداری در بولیوی است که در استان کاپینوتا واقع شده‌است. شهرداری کاپینوتا ۱۶٬۹۴۵ نفر جمعیت دارد.